# Norrländska mästerskapet i fotboll 1939
Norrländska mästerskapet i fotboll 1939 vanns av Domsjö IF.

## Matcher

### Semifinaler
- 2 juli 1939: Essviks AIF-Domsjö IF 2-4

### Final
- 23 juli 1939: Domsjö IF-Bodens BK 1-1, 2-1 efter förlängning